# Hueyi tlahtoani

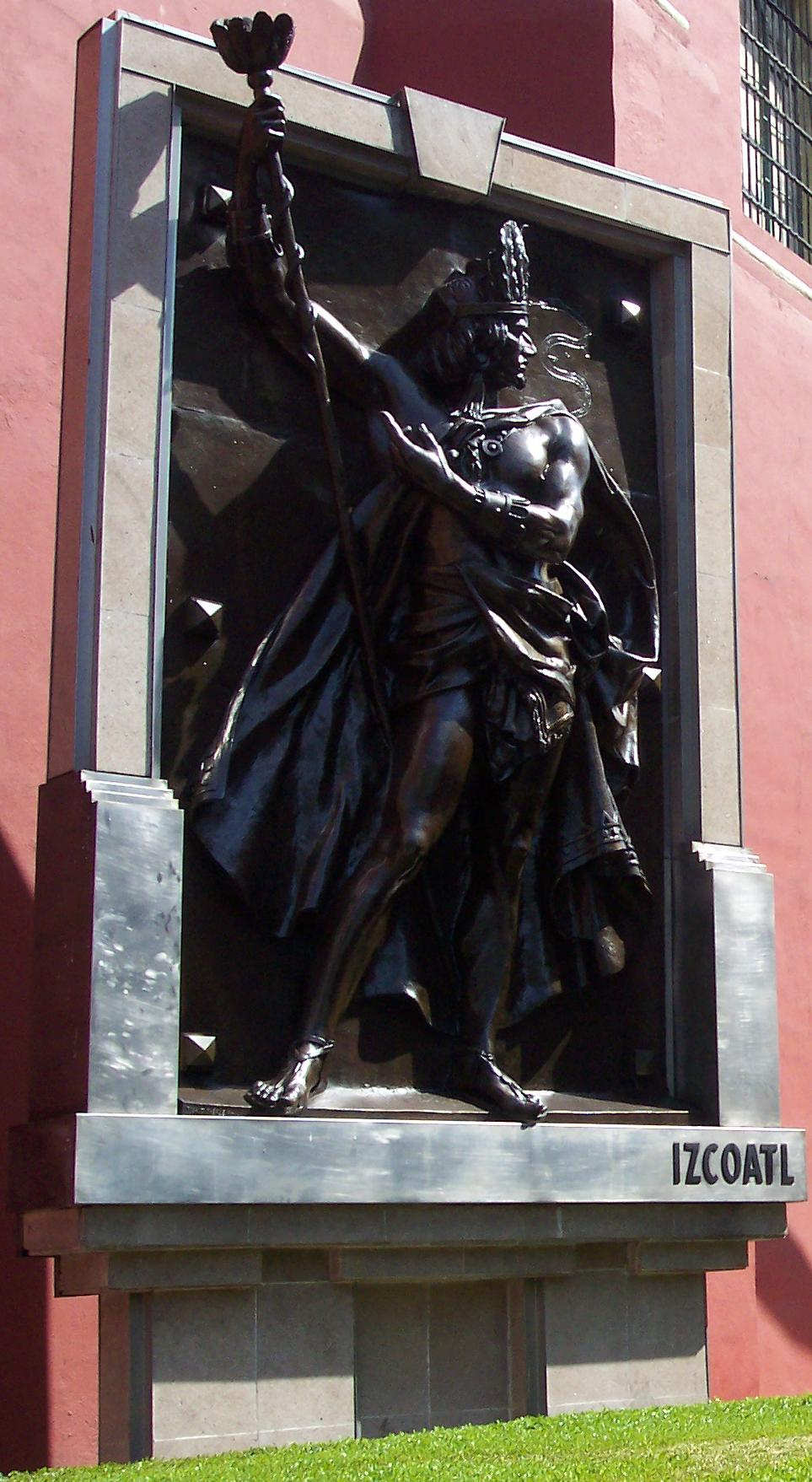
Bronzen beeld van de Hueyi tlahtoani Itzcoatl.

Hueyi tlahtoani (Hueyi wordt ook wel als huey of uei geschreven en tlahtoani als tlatoani) was de naam die de Azteken gaven aan de hoogste leider van een politieke eenheid, waaronder ook de leider van hun eigen rijk. Hueyi tlatoani is Nahuatl en betekent "grote spreker" (spreken in de betekenis van gebieden, opdracht geven). Hueyi tlahtoani wordt weleens vertaald met "keizer".

## Lijst van Azteekse heersers

### Tlahtoanime van de Mexica
waarschijnlijk grotendeels legendarisch
- ?-1233: Iztacmixcohuatl
- 1233-1272: Tozcuecuextli
- 1272-1299: Huehue Huitzilihuitl
- 1299-1347: Ilancueitl
- 1347-1363: Tenoch

### Hueyi tlahtoanime
- 1375-1395: Acamapichtili
- 1395-1417: Huitzilihuitl
- 1417-1427: Chimalpopoca
- 1427-1440: Itzcoatl
- 1440-1469: Motecuhzoma Ilhuicamina
- 1469-1481: Axayacatl
- 1481-1486: Tizoc
- 1486-1502: Ahuitzotl
- 1502-1520: Motecuhzoma Xocoyotzin
- 1520: Cuitlahuac
- 1520-1521/1525: Cuauhtemoc

### Marionetten onder Spaans gezag
- 1525-1526: Diego Velázquez Tlacotzin
- 1526-1530: Andrés de Tapia Motelchiuh
- 1532-1536: Pablo Xochiquentzin
- 1539-1541: Diego Huanitzin (1e gouverneur van Tenochtitlan)
- 1541-1554: Diego de San Francisco Tehuetzquitizin (2e gouverneur van Tenochtitlan)
- 1554-1566: Esteban de Guzmán
- 1557-1562: Cristóbal de Guzmán Cecetzin (3e gouverneur van Tenochtitlan)
- 1563-1565: Luis de Santa María Nanacacipactzin (4e gouverneur van Tenochtitlan)